# Convenção sobre o Trabalho Forçado
A Convenção sobre o Trabalho Forçado, cujo título completo é Convenção n° 29 Sobre o Trabalho Forçado ou Obrigatório, é uma das oito convenções fundamentais da Organização Internacional do Trabalho. Seu objetivo é suprimir o uso do trabalho forçado em todas as suas formas, independentemente da natureza do trabalho ou do setor de atividade em que possa ser realizado. A Convenção define trabalho forçado como "todo trabalho ou serviço exigido de uma pessoa sob a ameaça de sanção e para o qual ela não se tenha oferecido espontaneamente", com poucas exceções, como o serviço militar obrigatório. A convenção exclui os "adultos do sexo masculino fisicamente aptos", para quem a imposição legal do trabalho forçado é permitida.
A Convenção foi adotada em Genebra em 28 de junho de 1930 e entrou em vigor em 1 de maio de 1932. No final de 1932, dez países ratificaram a convenção (Japão, Bulgária, Espanha, Noruega, Dinamarca, Austrália, Suécia, Reino Unido, Libéria e Irlanda). A Áustria em 1960, Luxemburgo em 1964 e Malta em 1965 foram os últimos países da Europa Ocidental a ratificar a convenção .
A Convenção foi complementada pela Convenção sobre a Abolição do Trabalho Forçado, de 1957, que cancelou uma série de exceções a abolição, tais como punição para greves e para aqueles que mantêm certos pontos de vista políticos.

## Exceções à Convenção
O artigo 2 da Convenção exclui do termo trabalho forçado ou obrigatório os seguintes:
(a) qualquer trabalho ou serviço exigido em virtude de leis do serviço militar obrigatório com referência a trabalhos de natureza puramente militar; 
(b) qualquer trabalho ou serviço que faça parte das obrigações cívicas comuns de cidadãos de um pais soberano, 
(c) qualquer trabalho ou serviço exigido de uma pessoa em decorrência de condenação judiciária, contanto que o mesmo trabalho ou serviço seja executado sob fiscalização e o controle de uma autoridade pública e que a pessoa não seja contratada por particulares, por empresas ou associações, ou posta á sua disposição; 
(d) qualquer trabalho ou serviço exigido em situações de emergência, ou seja, em caso de guerra ou de calamidade ou de ameaça de calamidade, como incêndio, inundação, fome, tremor de terra, doenças epidêmicas ou epizoóticas, invasões de animais, insetos ou de pragas vegetais, e em qualquer circunstância, em geral, que ponha em risco a vida ou o bem-estar de toda ou parte da população; 
(e) pequenos serviços comunitários que, por serem executados por membros da comunidade, no seu interesse direto, podem ser, por isso, considerados como obrigações cívicas comuns de seus membros, desde que esses membros ou seus representantes diretos tenham o direito de ser consultados com referência á necessidade desses serviços.  

O artigo 11 da Convenção estabelece que o trabalho forçado ou obrigatório só podem ser impostas a "adultos do sexo masculino fisicamente aptos, cuja idade presumível não seja inferior a dezoito anos nem superior a quarenta e cinco".

## Ratificações
A partir de 2016, a Convenção foi ratificada por 178 dos 187 países-membros da OIT. Os membros da OIT que não ratificaram a convenção são:
- Afeganistão
- Brunei
- China
- Coreia do Sul
- Estados Unidos
- Ilhas Marshall
- Palau
- Tonga
- Tuvalu

Os Estados-membros da ONU que não são membros da OIT são Andorra, Butão, Liechtenstein, Micronésia, Mônaco, Nauru, e a Coreia do Norte; estes estados não são elegíveis para ratificar a Convenção, a menos que primeiro ingressem na OIT.

## Protocolo
Em 2014, um protocolo foi adotado pela Conferência Internacional do Trabalho: o Protocolo à Convenção sobre o Trabalho Forçado, de 2014. O Protocolo foi aprovado com 437 votos a favor, 8 contra e 27 abstenções (são 3 votos por estado-membro: uma para o governo, um para os empregados e outra para os empregadores). O Governo da Tailândia foi o único estado a votar contra a adoção, embora tenha revisto sua posição dias mais tarde. O protocolo obriga os Estados Partes a providenciar proteção e instrumentos jurídicos adequados, inclusive reparação, às vítimas de trabalho forçado e sancionar os perpetradores de trabalho forçado. Ele também obriga os estados partes a desenvolver "uma política nacional e um plano de ação para a supressão efetiva e sustentada do trabalho forçado ou compulsório".
Em 14 de maio de 2015, Níger tornou-se o primeiro estado a ratificar o Protocolo de 2014. Em novembro de 2016, foi ratificada por nove estados: Argentina, República Checa, França, Mali, Mauritânia, Níger, Noruega, Panamá, e o Reino Unido. O Protocolo entrou em vigor em 9 de novembro de 2016.